# Björnberget i Skellefteå
Björnberget i Skellefteå este o arie protejată (arie specială de conservare — SAC, sit de importanță comunitară — SCI) din Suedia întinsă pe o suprafață de 64,1 ha, integral pe uscat.

## Localizare
Centrul sitului Björnberget i Skellefteå este situat la coordonatele 64°42′34″N 19°29′51″E / 64.7094°N 19.4974°E.

## Înființare
Situl Björnberget i Skellefteå a fost declarat sit de importanță comunitară în ianuarie 1997 pentru a proteja 1 specie de plante. Situl a fost protejat și ca arie specială de conservare în martie 2011.

## Biodiversitate
Situată în ecoregiunea boreală, aria protejată conține 3 habitate naturale: Mlaștini împădurite, Cursuri de apă de la nivel de câmpie la nivel montan, cu vegetație Ranunculion fluitantis și Callitricho-Batrachion, Taiga vestică.
La baza desemnării sitului se află o specie protejată de  plante: Ranunculus lapponicus.